# Columbus entdeckt Krähwinkel
Pour plus de détails, voir Fiche technique et Distribution.
Columbus entdeckt Krähwinkel est un film allemand réalisé par Ulrich Erfurth et Alexander Paal, sorti en 1954. 
Il présente la particularité d'avoir deux des fils de Charlie Chaplin au générique, Charles Chaplin Jr. et Sydney Chaplin.

## Fiche technique
- Titre original : Columbus entdeckt Krähwinkel
- Titre alternatif : Sechs Tausend Kilometer Liebe ou 6000 km Liebe
- Réalisation : Ulrich Erfurth et Alexander Paal
- Scénario : Alexander Paal, Axel von Ambesser
- Décorateur : Albrecht Becker
- Production :  Real-Film GmbH
- Lieu de tournage : Michelstadt, Hesse
- Musique : Michael Jary
- Image : Erich Claunigk
- Montage : Klaus Dudenhöfer
- Genre : Comédie
- Durée : 94 minutes[1]
- Date de sortie : 
  - Allemagne de l'Ouest : 10 août 1954

## Distribution
- Charles Chaplin Jr. : Jimmy Hunter
- Sydney Chaplin : Clark Hunter
- Eva Kerbler : Eva Wagner
- Paola Loew : Suzi Merzheim
- Rudolf Platte : Lüttgen
- Paul Henckels : Wagner
- Ursula Herking : Mrs. Wagner
- Carl Wery : Merzheim
- Paul Westermeier : Maier
- Hubert von Meyerinck : Regwitz
- Joseph Egger : Wiebel